# بازارپردازی
بازارپردازی (به انگلیسی: Merchandising) هر عملی است که به فروش محصولات به مصرف‌کننده نهایی کمک می‌کند تا محصولات به فروش برسد. در سطح خرده فروشی در فروشگاه، بازارپردازی یا مرچنددایزینگ به نمایش محصولاتی گفته می‌شود که به صورت خلاقانه به فروش می‌رسند و مشتریان را به خرید اقلام یا محصولات بیشتر ترغیب می‌کند. به عبارت دیگر ابزار ترغیب مشتری به خرید است که خرده فروشان جهت برقراری ارتباط با مشتریان هدف، از آن استفاده می‌کنند.
در تجارت خرده فروشی، بازارپردازی بصری به معنای فروش کالا با استفاده از طراحی محصول ، انتخاب، بسته‌بندی، قیمت گذاری و نمایش است که مصرف‌کنندگان را به خرید بیشتر تحریک می‌کند. این شامل رشته‌ها و تخفیف‌ها، ارائه فیزیکی محصولات و نمایشگرها و تصمیماتی است که در مورد چه محصولاتی باید در چه زمان به چه مشتریانی ارائه شود. اغلب در محیط خرده فروشی، باندل کردن خلاقانه محصولات یا لوازم جانبی یک راه عالی برای ترغیب مصرف‌کنندگان به خرید بیشتر است.
خرید و فروش به درک علامت گذاری معمولی برای شرایط پرداخت یک فاکتور کمک می‌کند. تخفیف مدون مشکلات قیمت گذاری از جمله نشانه گذاری و تخفیف را حل می‌کند. این امر به یافتن قیمت خالص یک کالا پس از تخفیفات تجاری واحد یا چندگانه کمک می‌کند و می‌تواند یک نرخ تخفیف واحد را که معادل یک سری تخفیف‌های متعدد است محاسبه کند. علاوه بر این، به محاسبه میزان تخفیف نقدی که واجد شرایط پرداخت است، کمک می‌کند.

## تجارت تبلیغاتی
چرخه سالانه تجارت بین کشورها و حتی در داخل آنها متفاوت است، به ویژه در مورد آداب و رسوم فرهنگی مانند تعطیلات و مسائل فصلی مانند آب و هوا و ورزش و تفریح محلی. رویدادهایی مانند جشنواره‌های چینی و جشنواره‌های ژاپنی در چرخه سالانه تزئینات مغازه و تبلیغات کالا گنجانده شده‌است.
در ایالات متحده، چرخه خرده فروشی اولیه بر مبنای مرچندایزینگ از اوایل ژانویه با کالاهای مربوط به روز ولنتاین آغاز می‌شود. به دنبال آن، عید پاک مهم‌ترین تعطیلات است، در حالی که لباس‌های بهاری و کالاهای مربوط به بهار به فروشگاه‌ها وارد می‌شوند، اغلب اواسط زمستان (در ابتدای این بخش، کالاهای روز سنت پاتریک، از جمله اقلام سبز و محصولات مربوط به به فرهنگ ایرلندی، نیز ترویج می‌شود). روز مادر و روز پدر بعد از آن هستند، با هدایای فارغ‌التحصیلی (معمولاً لوازم الکترونیکی کوچک مانند دوربین‌های دیجیتال) در ماه ژوئن به عنوان «فارغ‌التحصیل» به بازار عرضه می‌شود (هرچند اکثر ترم‌های کالج در ماه مه به پایان می‌رسد؛ بخش نمرات معمولاً به فارغ‌التحصیلی از دبیرستان اشاره دارد، که یک تا دو هفته پس از روز پدر در بسیاری از ایالت‌های آمریکا به پایان می‌رسد). اجناس تابستانی بعدی، شامل محصولات با مضمون میهن‌پرستی با پرچم آمریکا، تا روز یادبود در آماده‌سازی برای روز استقلال (با روز پرچم در بین آنها) عرضه می‌شود. تا ماه ژوئیه، کالاهای برگشت به مدرسه در قفسه‌ها آمده‌است و کالاهای پاییزی هم هست هستند، و در برخی از فروشگاه‌های هنر و صنایع دستی، تزئینات کریسمس.
بازارپردازی در زنجیره‌های خرده فروشی نیز متفاوت است، جایی که فروشگاه‌ها در مکان‌هایی مانند بوفالو ممکن است باد برف حمل کنند، در حالی که فروشگاه‌ها در فلوریدا و جنوب کالیفرنیا ممکن است لباس ساحل و کباب پز را در تمام طول سال عرضه کنند. فروشگاه‌های منطقه ساحلی ممکن است تجهیزات اسکی روی آب را بفروشند، در حالی که در نزدیکی رشته کوه‌ها در صورت وجود مناطق اسکی در نزدیکی، وسایل اسکی برفی و اسنوبورد وجود دارد.

## زنجیره تأمین خرده فروشی
در زنجیره تأمین، کار یک بازارپرداز این است که محصولات را در فروشگاه‌های خرده فروشی در دسترس مصرف‌کنندگان قرار دهند، در درجه اول با پرکردن قفسه‌ها و نمایشگرها. در حالی که قبلاً این کار منحصراً توسط کارکنان فروشگاه‌ها انجام می‌شد، بسیاری از خرده فروشان صرفه جویی قابل ملاحظه ای در الزام به انجام مرچنددایزینگ توسط تولیدکننده، فروشنده یا عمده فروش که محصولات را به فروشگاه خرده فروشی ارائه می‌دهد، کرده‌اند. در انگلستان، تعدادی از سازمان‌ها خدمات بازارپردازی ارائه می‌دهند تا از فروشگاه‌های خرده فروشی با بازپرداخت سهام و پشتیبانی تجاری در فروشگاه‌های جدید پشتیبانی کنند. با این کار، فروشگاه‌های خرده فروشی توانسته‌اند تعداد کارکنان مورد نیاز برای اداره فروشگاه را به میزان قابل توجهی کاهش دهند.